# 衍生集團
衍生集團（國際）控股有限公司，簡稱衍生集團（國際）控股、衍生集團（國際）和衍生集團（英語：Hin Sang Group (International) Holding Co. Ltd.，港交所：6893），在1996年，由彭少衍伉儷，於香港（總部）共同創立「衍生行有限公司」。
現時業務除代理全球口服保健品、護膚品、化妝品、個人護理用品及家庭衛生用品，還經營自行生產保健品，名為「衍生」。
該股份在2014年10月16日於港交所主板上市。招股價為1.2港元，發行新股為2億股，集資額為2.4億港元。
2015年6月1日，該公司以980萬港元收購「太和堂製藥（香港）有限公司」，太和堂主要業務研發、生產、銷售及推廣中成藥產品。

## 連結
- hinsanggroup.com